# 박찬영 (핸드볼 선수)
박찬영(朴贊煐, 1983년 1월 26일 ~ )은 대한민국의 핸드볼 선수이며, 포지션은 골키퍼이다, 현재 두산 핸드볼 소속으로 활동하고 있다.

## 학력
- 동아고등학교
- 한국체육대학교

## 개인사
2010년 2월 28일 핸드볼 선수 이민희와 결혼했다.

## 경력
- 2006년 아시안 게임 남자 핸드볼 국가대표
- 2010년 아시안 게임 남자 핸드볼 국가대표
- 2012년 하계 올림픽 남자 핸드볼 국가대표

## 수상
- 2010년 아시안 게임 남자 핸드볼 금메달